# Deathstalker II - Duello di titani
Deathstalker II - Duello di titani è un film di fantascienza del 1987 diretto da Jim Wynorski. È il secondo film della serie cinematografica Deathstalker composta da quattro film diretti da vari registi. Prodotto da Roger Corman, questo film segna l'esordio del regista Jim Wynorski.

## Trama
La principessa Evie viene minacciata dal signore del male Jerak e il suo alleato Sultana. Così la Principessa Evie arruola l'eroe Deathstalker. Insieme combattono le forze del male.